# Giovanni Battista Soria
Giovanni Battista Soria, né en 1581 à Rome et mort dans cette même ville le 22 novembre 1651, est un architecte italien.

## Biographie
Giovanni Battista Soria naquit à Rome en 1581 et fit la façade de l'église Santa Maria della Vittoria sur la mème idée que celle de Santa Susanna. C'est sur un semblable principe qu'il éleva aussi la façade de San Carlo ai Catinari. Le principal mérite de cet édifice est la grandeur et la richesse des entablements et des sculptures. Le corps de l'église, qui a la forme d'une croix grecque, avec une seule nef, une coupole et la branche da maître-autel plus longue que les trois autres, est dû à Rosato Rosati, sculpteur et architecte de Macerata, qui fit élever a ses frais dans sa ville natale l'église des jésuites. Le cardinal Scipione Borghese, protecteur de Soria, lui fit faire les portiques et la face de l'église San Gregorio al Celio. Les portiques n'ont rien de bien remarquable ; la façade est svelte et élégante, avantage qu'elle doit à la vaste place qui est au-devant, à sa position au sommet du mont Celio et à son élévation au haut d'un escalier immense, mais incommode, et cependant cette construction n'est encore que la façade feinte de l'église. Après l'avoir passée, on entre dans une cour entourée d'arcades au fond de laquelle se trouve la véritable façade. Soria mourut le 22 novembre 1651.